# 佩基泽鲁
佩基泽鲁是巴西托坎廷斯州的一个市镇。总面积1209.798平方公里，总人口4799人，人口密度4人/平方公里。